# Attentat du bus place Davidka

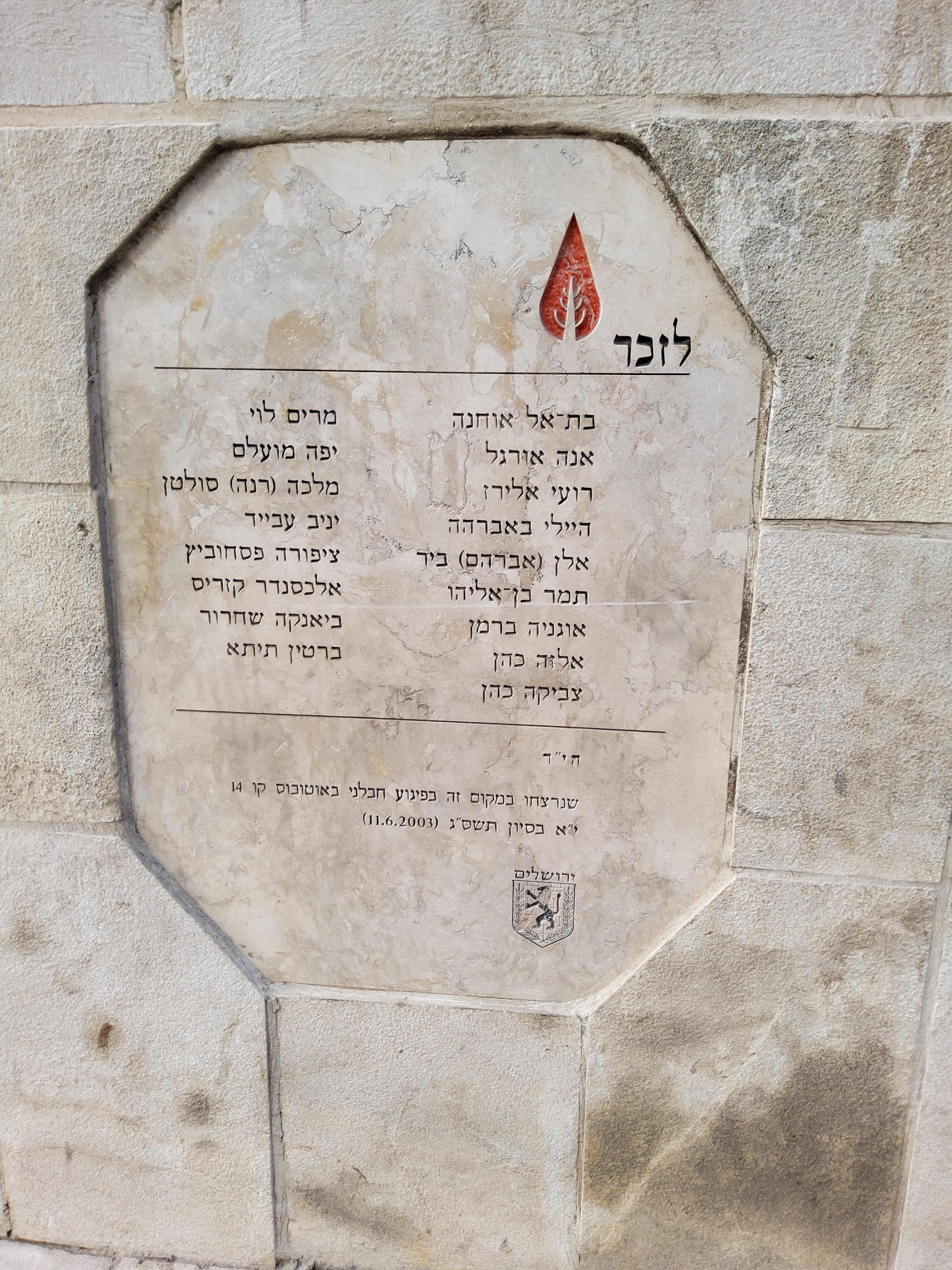
Mémorial aux victimes de l'attaque terroriste de la place Davidka à Jérusalem.

L'attentat du bus place Davidka est une attentat-suicide à la bombe qui eut lieu le 11 juin 2003 dans le bus de la ligne 14a d'Egged à la place Davidka, au centre de Jérusalem. Dix-sept personnes ont été tuées dans l'attaque et plus de 100 autres ont été blessées.
Le Hamas a revendiqué la responsabilité de l'attaque.

## L'attaque
Vers 17h30 le mercredi 11 juin 2003, un kamikaze palestinien déguisé en Juif orthodoxe a monté à bord du bus no 14a à l'arrêt de bus du marché Mahané Yehuda sur la route de Jaffa. À la place Davidka, le kamikaze a déclenché son engin explosif, contenant une grande quantité d'éclats de métal conçus pour causer un maximum de victimes,,.
17 personnes ont été tuées dans l'attaque et plus de 100 autres ont été blessées, dont des dizaines de passants,.

## L'assaillant
Le Hamas a revendiqué la responsabilité de l'attaque et a déclaré que celle-ci était un acte de vengeance pour la tentative d'assassinat du leader senior du Hamas, Abdel Aziz al-Rantissi, le mardi 10 juin 2003. Rantissi a survécu à la tentative d'assassinat lors de laquelle des hélicoptères israéliens ont tiré des missiles sur sa voiture.
Des poursuites ont été engagées contre la Arab Bank, NatWest et Crédit Lyonnais pour avoir transféré de l'argent au Hamas.

## Représailles israéliennes
Peu de temps après l'attaque de bus, des hélicoptères israéliens ont tiré des roquettes sur une voiture en mouvement dans la bande de Gaza, transportant deux membres seniors du Hamas, entre autres. Les six passagers de la voiture ont été tués, dont le leader du Hamas Tito Masoud (en),,.

## Réactions officielles
Un porte-parole du Premier ministre israélien Ariel Sharon a déclaré que l'attaque-suicide indique que les Palestiniens n'ont rien fait pour réprimer les militants.
L'Autorité palestinienne à travers la voix de son président Yasser Arafat a condamné l'attaque et a exhorté les Arabes et les Israéliens à arrêter la violence.
Le président américain George Bush a condamné l'attaque et a appelé tous les pays à couper l'aide financière aux terroristes et à « isoler ceux qui haïssent tellement qu'ils sont prêts à tuer ».